# کازوهیرو موراکامی
کازوهیرو موراکامی (انگلیسی: Kazuhiro Murakami؛ زادهٔ ۲۰ ژانویهٔ ۱۹۸۱) بازیکن فوتبال اهل ژاپن است.
از باشگاه‌هایی که در آن بازی کرده‌است می‌توان به باشگاه فوتبال یوکوهاما مارینوس و باشگاه فوتبال کاوازاکی فرونتال اشاره کرد.